# トーキ
トーキ（葡: Toque）とは、カポエイラで使われる楽器、ビリンバウで奏でられるリズムのこと。ジョゴ（ゲーム）のスタイル、ホーダの状況、そのホーダのリーダー（主にグンガを弾く者）の意向によって、様々なトーキが使い分けられる。ただし、その使い分けやトーキに対応するゲームのスタイルの定義はグループにより異なるため、一つの答えを導き出すことは困難である。
ここに取り上げられるものは主要なもので、カポエイラ界では一般的になっているものである。一部では、メストレが自分の偉大さを示すために独自に作り上げたものもあり、ブラジルでは様々なトーキが存在し、カポエイラの伝統を歪めるものだという非難の声もある。

## アンゴーラ（Angola）
カポエイラにおいて、基本となるリズム。主にグンガがベースとして奏でる事が多い。
基本トーキ
| 0    | 1    | 2    | 3 | 0    | 1    | 2    | 3 |
| ---- | ---- | ---- | - | ---- | ---- | ---- | - |
| チチ | トン | チン |   | チチ | トン | チン |   |

バリエーション
| 0    | 1      | 2      | 3      | 0      | 1    | 2    | 3 |
| ---- | ------ | ------ | ------ | ------ | ---- | ---- | - |
| チチ | トン   | トン   | チン   | チチ   | トン | チン |   |
| チチ | トーン | トント | チン   | チチ   | トン | チン |   |
| チチ | トーン | トント | トーン | トント | トン | チン |   |

## サン・ベント・ペケーノ（São Bento pequeno de Angola）
上記のアンゴーラのリバースとして、主にメジオで弾かれる事が多い。他の呼称として、サン・ベント・ペケーノ、アンゴーラ・リバースとも言われる。
基本トーキ
| 0    | 1    | 2    | 3 | 0    | 1    | 2    | 3 |
| ---- | ---- | ---- | - | ---- | ---- | ---- | - |
| チチ | チン | トン |   | チチ | チン | トン |   |

## サン・ベント・グランジ・ジ・アンゴーラ（São Bento grande de Angola）
主に、ビオラで弾かれる事が多い。早いテンポで弾かれる事が多い。
基本トーキ
| 0    | 1    | 2    | 3    | 0    | 1    | 2    | 3    |
| ---- | ---- | ---- | ---- | ---- | ---- | ---- | ---- |
| チチ | チン | トン | トン | チチ | チン | トン | トン |

## サン・ベント・グランジ・ジ・ビンバ（São Bento grande de Bimba）
別名として、サン・ベント・グランジ・ジ・ヘジョナウとも呼ばれる。

## バンゲーラ（Banguela）
あるグループでは、非常に近くの間合いと低い体制で行われるゲーム。

## サンタ・マリーア（Santa Maria）
主に、'razor' game（カミソリやナイフを手や足に持って行うゲーム）や'money' game（ホーダの中央に置いたお金を口で取り合うゲーム）で用いられるトーキ。

## カヴァラリーア（Cavalaria）
馬が速足で歩く感じを真似ており、警察が近くにいることを知らせるためのトーキ。歌が付いている物もある。